# Пустошка (Гатчинский район)
Пусто́шка (фин. Kankaanautio) — деревня в Гатчинском муниципальном округе Ленинградской области.

## История
Первое упоминание деревни Пустошка встречается в фонде Губернской чертёжной Петроградского губернского правления ЦГИА СПб и датируется 1780 годом.
На момент ревизии 1782 года (4-я ревизия) в деревне проживали две семьи — Виролайнен и Саволайнен. Всего на 1782 год в деревне насчитывалось «6 душ мужеска полу и 8 душ женска полу». Согласно ревизской сказке 1795 года (5-я ревизия) деревня называлась Новая Пустошка и входила в состав Софийского уезда, а численность населения составляла «8 душ мужеска полу и 8 душ женска полу».
Деревня являлась вотчиной императрицы Марии Фёдоровны из которой в 1806—1807 годах были выставлены ратники Императорского батальона милиции.
Деревня Пустошка из 11 дворов упоминается на «Топографической карте окрестностей Санкт-Петербурга» Ф. Ф. Шуберта 1831 года.
На этнографической карте Санкт-Петербургской губернии П. И. Кёппена 1849 года она обозначена как деревня «Kanganautio», расположенная в ареале расселения эвремейсов. В пояснительном тексте к этнографической карте она записана как деревня Kanganautio (Пустошь, Пустошка), финское население и указано количество её жителей на 1848 год: эвремейсов — 25 м. п., 18 ж. п., всего 43 человека.

ПУСТОШКО — деревня Красносельской удельной конторы, по просёлочной дороге, число дворов — 9, число душ — 32 м. п. (1856 год)

Согласно «Топографической карте частей Санкт-Петербургской и Выборгской губерний» в 1860 году деревня Пустошка насчитывала 9 крестьянских дворов. При деревне обозначена «Караульня».

ПУСТОШКА — деревня удельная при колодце, число дворов — 13, число жителей: 45 м. п., 31 ж. п. (1862 год)

Согласно карте 1879 года деревня Пустошка состояла из 10 крестьянских дворов.

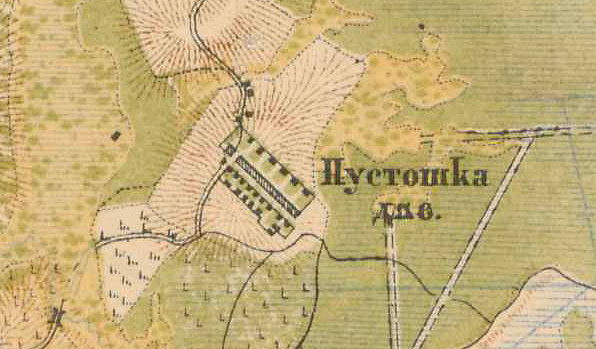
План деревни Пустошка. 1885 год

В 1885 году деревня Пустошка насчитывала 16 дворов.
В конце XIX — начале XX века деревня административно относилась к Гатчинской волости 2-го стана Царскосельского уезда Санкт-Петербургской губернии. Население деревни было исключительно финским.
К 1913 году количество дворов увеличилось до 21.
С 1917 по 1922 год деревня Пустошка входила в состав Валасниковского сельсовета Гатчинской волости Детскосельского уезда.
С 1922 года в составе Ковшовского сельсовета.
С 1923 года в составе Заборовского сельсовета Гатчинской волости Гатчинского уезда.
С 1924 года вновь в составе Ковшовского сельсовета.
Согласно данным переписи населения СССР 1926 года в деревне Пустошка Ковшовского сельсовета Троцкой волости Троцкого уезда проживали 130 человек, все финны.
С 1927 года в составе Гатчинского района.
В 1928 году население деревни Пустошка также составляло 130 человек.

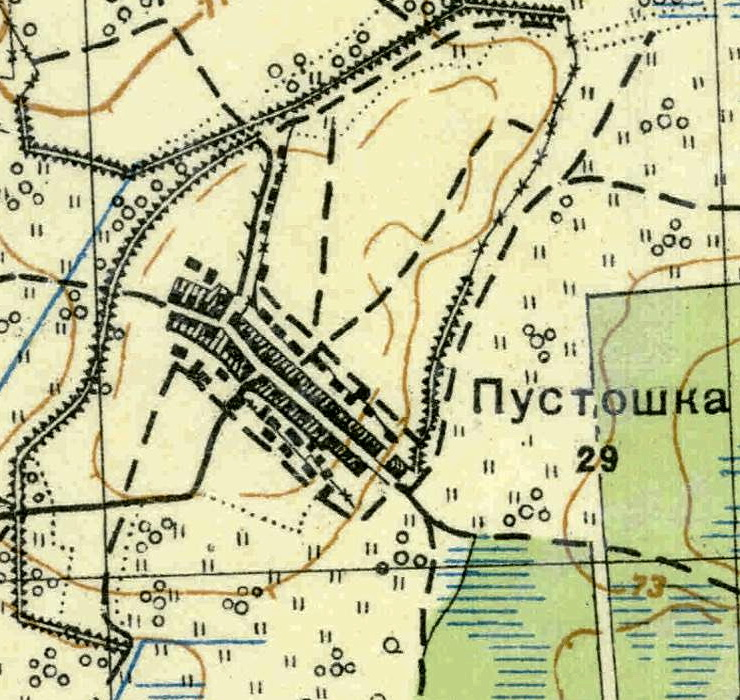
План деревни Пустошка. 1931 год

В 1931 году деревня насчитывала 29 дворов.
По данным 1933 года деревня Пустошка входила в состав Ковшовского финского национального сельсовета Красногвардейского района.
С 1939 года в составе Сусанинского сельсовета Слуцкого района.
С марта 1941 года в составе Воскресенского сельсовета Красногвардейского района.
Деревня была освобождена от немецко-фашистских оккупантов 26 января 1944 года.
С января 1944 года в составе Воскресенского сельсовета Гатчинского района.
В 1958 году население деревни Пустошка составляло 202 человека.
По данным 1966 года деревня Пустошка также входила в состав Воскресенского сельсовета.
По данным 1973 и 1990 годов деревня Пустошка входила в состав Пригородного сельсовета Гатчинского района.
В 1997 году в деревне проживали 60 человек, в 2002 году — 78 человек (русские — 70%), в 2007 году — 89.

## География
Деревня расположена в северо-восточной части района на автодороге А120 (Санкт-Петербургское южное полукольцо).
Расстояние до административного центра поселения, посёлка Новый Свет — 9 км.
Расстояние до железнодорожной станции Гатчина-Балтийская — 4 км.

## Демография
| 1862 | 2007 | 2010 | 2017 |
| ---- | ---- | ---- | ---- |
| 76   | ↗89  | ↗117 | ↗138 |

### Национальный состав
Согласно данным Всероссийской переписи населения 2021 года в деревне проживали 392 человека, из них:
 русские — 334, финны-ингерманландцы — 8, украинцы — 6, армяне — 5, удмурты — 4, азербайджанцы — 2, белорусы — 1, грузины — 1, татары — 1, другие национальности — 4 человека, остальные национальность не указали.

## Улицы
1-й переулок, Дачная, Лесная, Парковая, Песочная, Полевая, Садовая, Солнечная, Счастливая.